# Krynyczne (rejon pokrowski)
Krynyczne (ukr. Криничне) – osiedle na Ukrainie, w obwodzie donieckim, w rejonie pokrowskim, w hromadzie Oczeretyne. W 2001 liczyło 617 mieszkańców.
Do 2024 roku miejscowość nosiła nazwę Łastoczkyne (ukr. Ласточкине).